# Malmköpings samrealskola
Malmköpings samrealskola var en realskola i Malmköping verksam från 1914 till 1970.

## Historia
Malmköpings samrealskola hade sin föregångare i en privatskola, som magister J. A. Smedberg inrättade i Malmköping 1863. Skolan var först inrymd i klockargården där han bodde, men flyttades sedan till "Abrahams sköt" vid torget. Privatskolan gav Malmköpings köping impulsen att inrätta en högre folkskola. Dess förste lärare var August Ekelund, som tiigare varit vikarierande adjunkt vid Stockholms folkskoleseminarium. Skolan använde först Hulhammarssalen i övervåningen på gården nummer 40 vid torget. 1878 fick skolan en ny lärosal iordningställd i gården nummer 26, där även den nyinrättade flickskolan inrymdes. När Lilla Malma församling 1910 byggde ett nytt skolhus invid Malmköping, inrättades där lokaler även för den högre folkskolan. Omorganisation till en kommunal mellanskola blev aktuellt vid den här tiden, i syfte att försöka behålla Södermanlands regemente i Malmköping. 1913 inlämnades ansökan om att få skolan godkänd som kommunal mellanskola och 1914 godkänd som sådan. 1915 erhöll skolan rätt att anställa realskoleexamen, och våren samma år hölls den första examen. 
Denna ombildades från 1946 successivt till Malmköpings samrealskola. 
Realexamen gavs från 1915  till 1970.
Skolbyggnaderna används numera av Malmaskolan.